# Banyan (gruppo musicale)
I Banyan sono un gruppo musicale art rock, influenzato profondamente dal jazz e dal punk, nato a Los Angeles nel 1997 per iniziativa dell'ex batterista dei Jane's Addiction, Stephen Perkins e del bassista Mike Watt.
In dieci anni, la band ha realizzato tre album in studio, di cui il primo, l'omonimo Banyan, con la collaborazione dei Dust Brothers e del tastierista Money Mark.

## Discografia
- 1997 - Banyan
- 1999 - Anytime At All
- 2004 - Live At Perkins' Palace